# Ardisia esculenta
Ardisia esculenta là một loài thực vật có hoa trong họ Anh thảo. Loài này được Pav. ex A.DC. mô tả khoa học đầu tiên năm 1834.